# Hamburg Lübecker Bahnhof

Ehemalige Bahnhöfe und neuer Hauptbahnhof

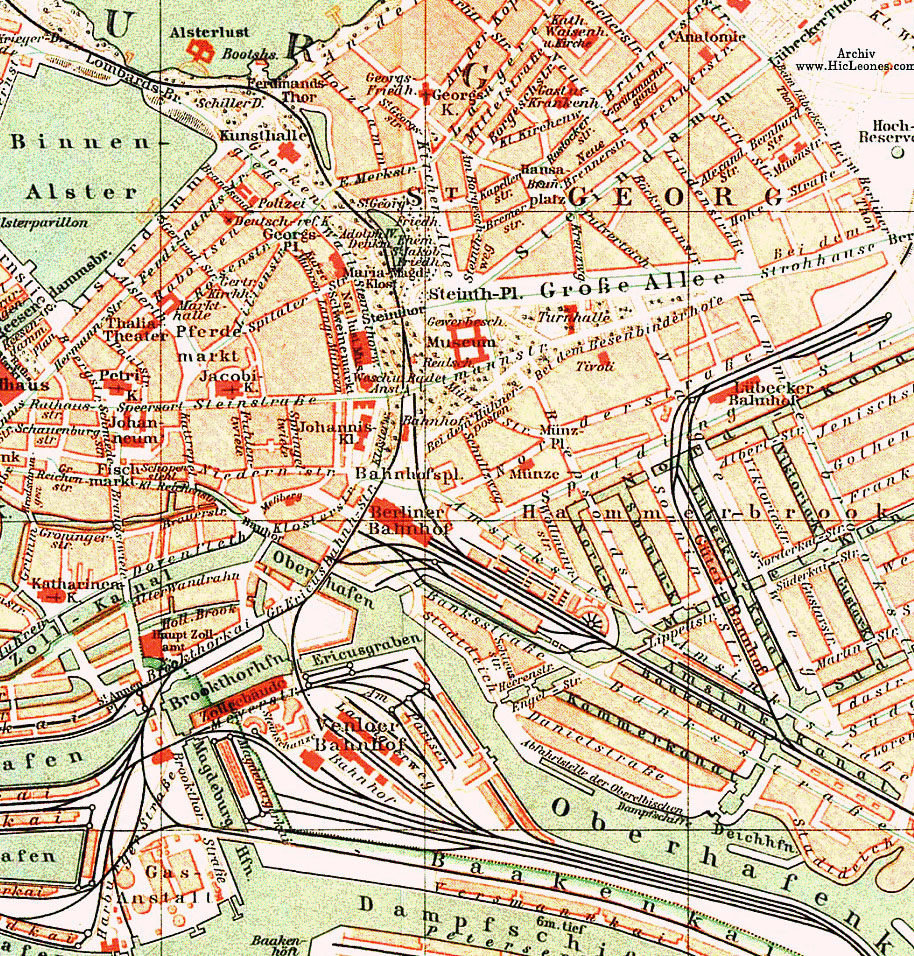
Karte von Hamburgs Bahnhöfen 1890

Der Lübecker Bahnhof lag von 1864 bis 1906 (Bau des Hamburger Hauptbahnhofes) an der Spaldingstraße in Hammerbrook. Von ihm ging die Eisenbahnstrecke der LBE (Lübeck-Büchener Eisenbahn) nach Lübeck aus.

## Geschichte
Nach langen Querelen vor allem mit der damaligen dänischen Gebietshoheit konnte die LBE am 1. August 1865 statt der umständlichen Verbindung über Büchen und die Berlin-Hamburger Bahn endlich die direkte Strecke zwischen Hamburg und Lübeck über Wandsbek und Oldesloe eröffnen.
Das Empfangsgebäude des Personenbahnhofes lag zur Spaldingstraße hin auf deren Nordseite zwischen Nagelsweg und Hammerbrookstraße. Die Behandlungsanlagen mit Drehscheibe und Lokschuppen waren weiter im Osten zwischen Hammerbrookstraße und Heidenkampsweg platziert. Die Gleise selbst lagen etwa im Zuge der heutigen Bahntrasse zwischen Hauptbahnhof und Bahnhof Berliner Tor.
Das Gebäude war wegen des schlechten Baugrundes als Fachwerkbau mit Holzverschalung ausgeführt und mit Dachpappe gedeckt. Reste der Fundamente wurden im Zuge des Baues der Strecke für die Harburger S-Bahn in Richtung Hamburg-Wilhelmsburg freigelegt. Die von Lübeck kommende Strecke bog hinter dem Personenbahnhof auf Höhe des Nagelswegs nach Süden ab, wo sich zwischen Sonninstraße und dem damaligen Lübecker Kanal der Lübecker Güterbahnhof befand. Der damalige Technische Direktor Hermann Textor schloss diesen Güterbahnhof 1902 und verband stattdessen die Strecke mit dem Güterbahnhof des Hannoverschen Bahnhofs in Rothenburgsort. Diese Verbindung gilt als das erste Teilstück der Güterumgehungsbahn Hamburg.
Unter Walther Brecht, zu jener Zeit vorsitzender Direktor der LBE, wurde unter anderem ein Durchgangszug-Verkehr nach Kopenhagen und Stettin eingeführt und der aus Lübeck kommende Gleiskörper der LBE auf der Strecke in den neuen Hauptbahnhof zweigleisig ausgebaut. Bedingt durch die Baulichen Reorganisationen wurde der Lübecker Bahnhof modernisiert. Ab 1888 nahm der Vorortverkehr nach Ahrensburg stark zu. Man dachte zwar an den Bau eines dritten Gleises dorthin, dies wurde aber nicht realisiert. Im Jahr 1900 setzte der Lübecker Bahnhof 559.000 Fahrkarten ab, Wandsbek 224.000, Rahlstedt 204.000 und Ahrensburg 148.000.

## Verbindung mit anderen Bahnanlagen in Hamburg
Von der Hauptstrecke abbiegend zogen sich die Gleise des Lübecker Güterbahnhofes zwischen Nagelsweg und Sonninstraße hin und boten über die Amsinckstraße Anschluss an die Gleisanlagen der Berliner Bahn. Dies betraf allerdings nur den Güterverkehr, Personenzüge wurden hierüber nicht übergeben. Für die neu zu bauende Stadtbahn stellte die LBE bei Hasselbrook Gelände zur Verfügung und erhielt dafür ein entgeltliches Mitbenutzungsrecht am ebenfalls neu zu bauenden Hamburger Hauptbahnhof. Zunächst entstand vom neuen Verschiebebahnhof Rothenburgsort am 20. August 1902 eine Verbindungsstrecke bis Wandsbek (im Zuge der heutigen Güterumgehungsbahn) und danach der neue Gleisanschluss für den Lübecker Güterbahnhof nicht mehr wie bisher von Norden, sondern von Süden vom Rangierbahnhof Rothenburgsort.
Im Gegensatz zum Berliner Bahnhof lag der Lübecker Bahnhof etwas abseits. Ab 2. November 1880 führte dann die Pferdebahn Dornbusch – Berliner Bahnhof – Horn über die Spaldingstraße am Lübecker Bahnhof vorbei und verband ihn mit der Hamburger Innenstadt. Eine weitere Pferdebahn kam am 21. Oktober 1887 hinzu. Beide Linien wurden im November 1892 über die neue Kaiser-Wilhelm-Straße verlängert und boten so einen relativ guten Zugang zum Bahnhof. Am 13. April 1896 wurden beide Pferdebahnlinien elektrifiziert und ab 1900 dann mit 14 und 24 nummeriert. Jetzt fuhr alle fünf Minuten eine Straßenbahn vom Lübecker Bahnhof über den Berliner Bahnhof zur inneren Stadt.
Am 6. Dezember 1906 wurde der neue Hauptbahnhof eröffnet. Die LBE eröffnete ihrerseits für den Vorortverkehr die Stationen Berliner Tor und Hasselbrook.